# Brama św. Katarzyny w Toruniu
Brama św. Katarzyny także Brama Bydlęca – brama Nowego Miasta w Toruniu, znajdująca się na zamknięciu ulicy św. Katarzyny. Wyburzona w 1884 roku.

## Historia
Brama została wzniesiona w pierwszej połowie XIV w., rozbudowana w XV w. o niską wieżę obronną. Wyburzona w 1884 r. wraz z sąsiadującymi murami obronnymi.
Nazywana również Bramą Bydlęcą, ponieważ wypędzano przez nią bydło na wypas. 